# حبيش الطبيب
كان من الأطباء المتقدمين والمهندسين، وله تصانيف كثيرة في الطب، وكان مصيبًا في المعالجات، ومما حكي عنه قوله: الكذب رأس كل بليَّة، من ترك الحقد أدرك معاني الأمور، قد يكون القريب بعيدًا بعداوته، والبعيد قريبًا بمروءته، من كرمت نفسه لم يكن إلا بالحكمة أنسه.